# Raphitoma tomentosa
Raphitoma tomentosa is een slakkensoort uit de familie van de Raphitomidae. De wetenschappelijke naam van de soort is voor het eerst geldig gepubliceerd in 1968 door Nordsieck.